# 紀元前469年
紀元前469年（きげんぜん469ねん）は、ローマ暦の年である。
当時は、「ティトゥス・ヌミキウス・プリスクスとアウルス・ウェルギニウス ・カエリオモンタヌスが執政官の年」として知られていた（もしくは、それほど使われてはいないが、ローマ建国紀元285年）。紀年法として西暦（キリスト紀元）がヨーロッパで広く普及した中世時代初期以降、この年は紀元前469年と表記されるのが一般的となった。

## 他の紀年法
- 干支 : 壬申
- 日本
  - 皇紀192年
  - 孝昭天皇7年
- 中国
  - 周 - 元王8年
  - 秦 - 厲共公8年
  - 晋 - 出公6年
  - 楚 - 恵王20年
  - 斉 - 平公12年
  - 燕 - 孝公29年
  - 趙 - 襄子7年
- 朝鮮
  - 檀紀1865年
- ベトナム :
- 仏滅紀元 : 76年
- ユダヤ暦 : 3292年 - 3293年

## できごと

### ギリシア
- ナクソス島はデロス同盟からの脱退を望んだが、アテナイに拒否され、ナクソス島は朝貢を納める義務のある加盟都市となった。この仕打ちは、他のギリシアの街も高圧的に感じ、不信感を募ることとなった。
- テミストクレスはアテナイを追放された後、ペルシアの支配下にある内陸のイオニア人の街であるエーゲからマグネシアを巡った。

### 中国
- 越・魯・宋らが衛に遠征して、出公を復位させようとしたが、果たせずに撤退した。

## 誕生
- ソクラテス - アテナイの哲学者（紀元前399年没）

## 死去
- 元王 - 周の王
- 景公 - 宋の君主
- レオテュキデス - スパルタ王